# Второ послание на свети апостол Павла до коринтяни
Второ послание към коринтяните, или Второ Коринтяни (написано 2 Коринтяни), е осмата книга от Новия Завет от Библията. Апостол Павел написа това послание към Църквата на Бог в Коринт.

## Структура
Книгата може да се раздели:
- 1:1 – 11 – Поздрав
- 1:12 – 7:16 – Павел защитава неговите действия и апостолство, потвърждавайки привързаността си към коринтяните.
- 8:1 – 9:15 – Инструкции за събиране за бедните в църквата в Ерусалим.
- 10:1 – 13:10 – Полемична защита на апостолството
- 13:11 – 13 – Затварящи поздрави